# Euphorbia abyssinica
Euphorbia abyssinica es una especie perteneciente a la familia Euphorbiaceae.

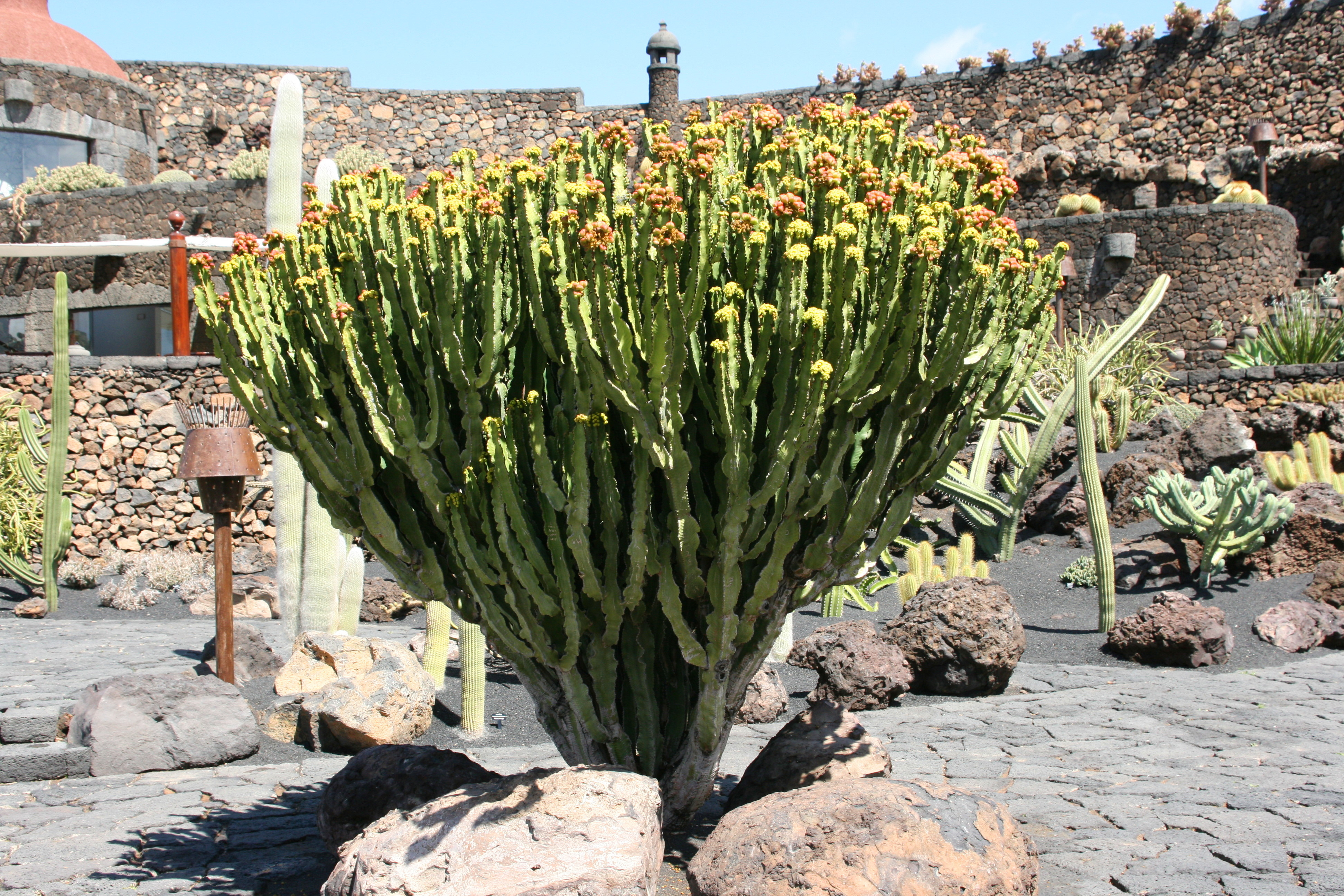
Vista de la planta

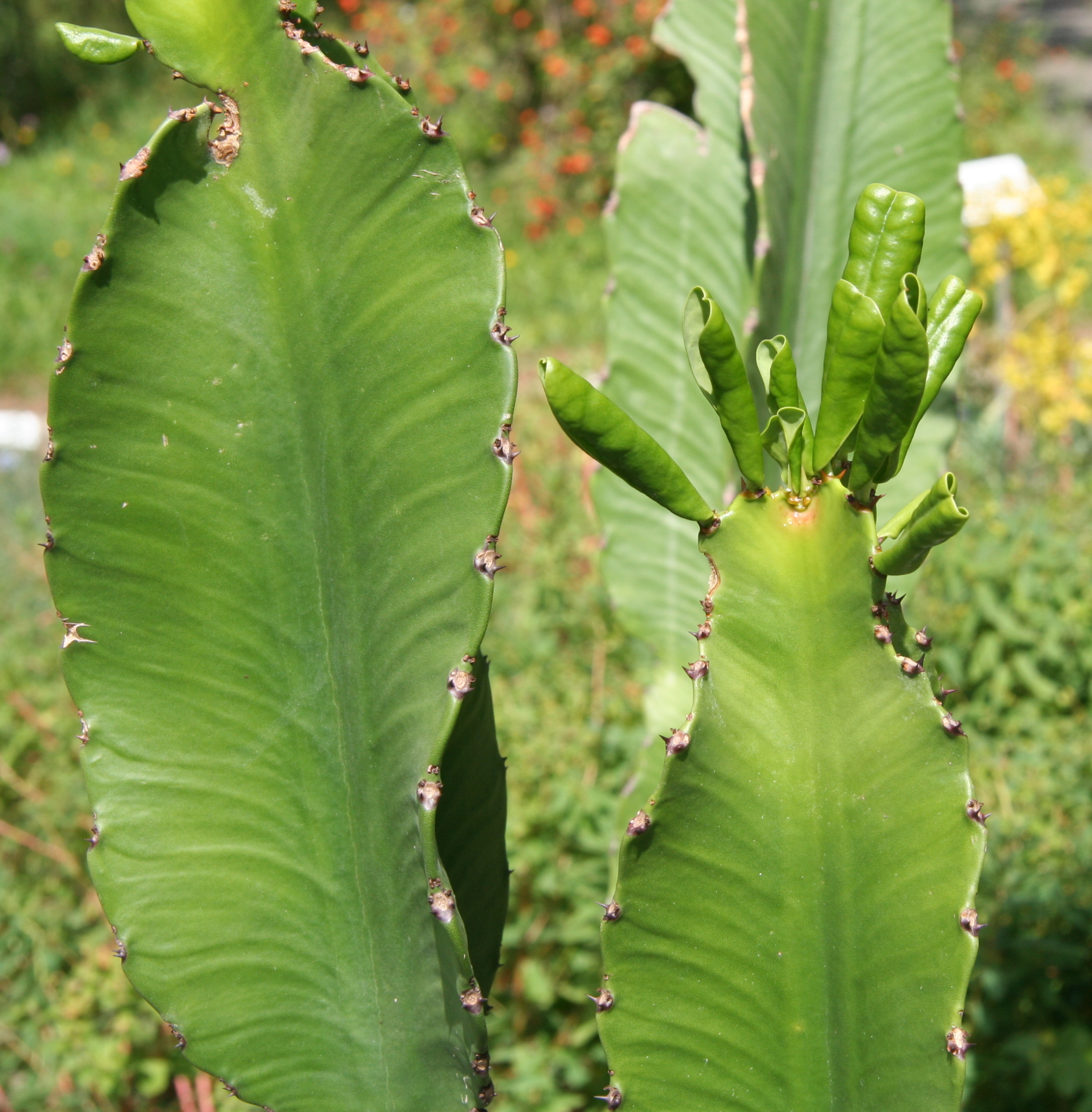
Detalle de las hojas

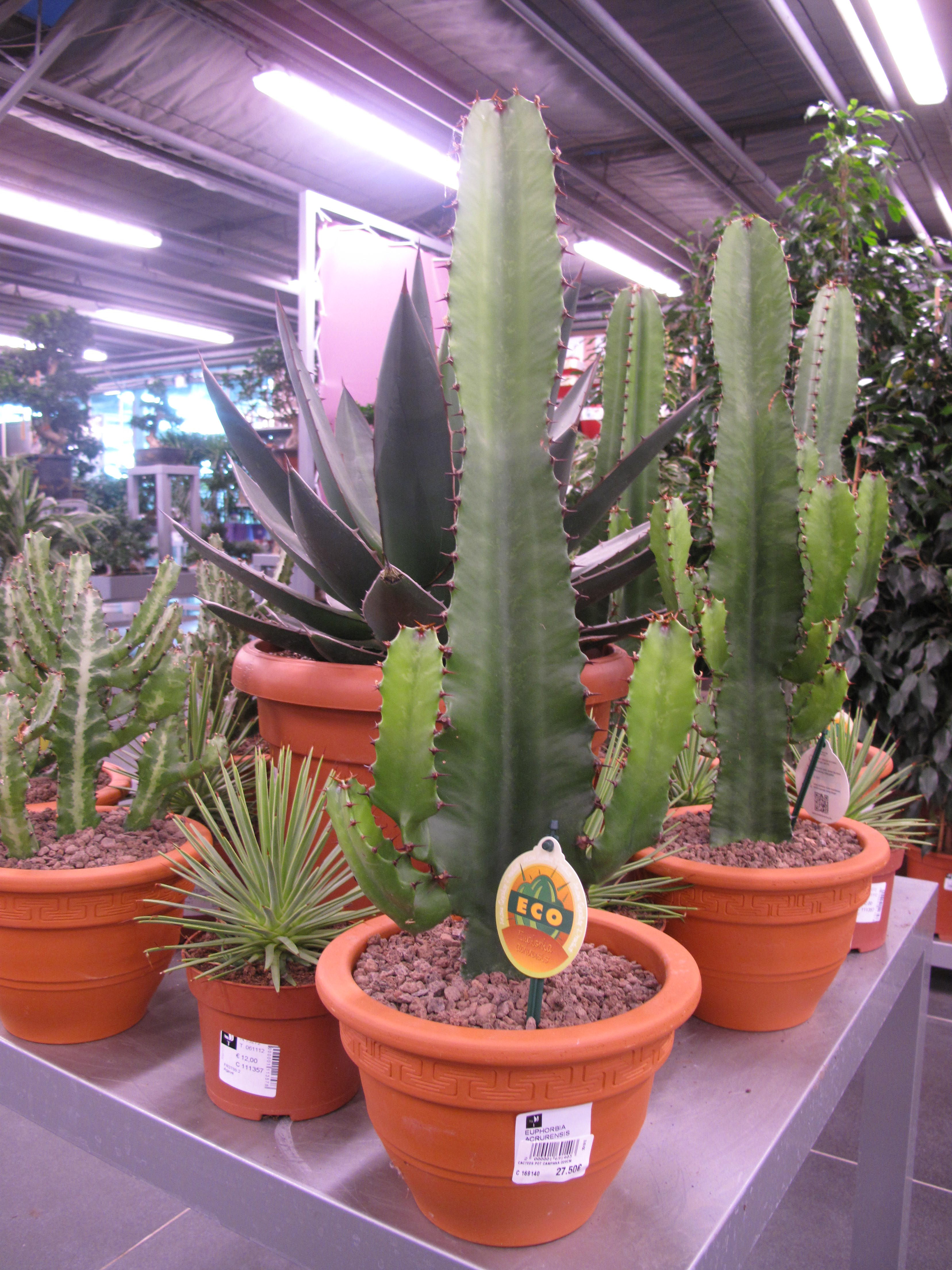
Vista de la planta

## Descripción
De porte arbóreo y muy ramificada, puede llegar a medir 4,5 m de altura. Tiene ramas erectas octogonales con ocho ángulos profundos, en los bordes se encuentran las espinas de 1 cm de longitud dispuestas en pares.
Esta especie, como todas las de su género, contiene un látex tóxico irritante para la piel y que puede producir inflamación al contacto con las mucosas, por lo que debe manejarse con sumo cuidado.

## Distribución y hábitat
Es endémica de Sudán, Eritrea, Somalía y Etiopía. Su hábitat natural son los matorrales pedregosos tropicales y subtropicales y de montaña, creciendo a 1300-2200 m s. n. m.

## Taxonomía
Euphorbia abyssinica fue descrito por Johann Friedrich Gmelin y publicado en Systema Naturae . . . editio decima tertia, aucta, reformata 759. 1791.
Etimología
Ver: Euphorbia Etimología
abyssinica: epíteto geográfico que se refiere a su localización en Abisinia.
sinonimia
- Euphorbia acrurensis N.E.Br.
- Euphorbia grandis Lem.
- Euphorbia abyssinica var. erythraeae Berger
- Euphorbia abyssinica var. tetragona Schweinf.
- Euphorbia aethiopum Croizat
- Euphorbia disclusa N.E.Br.
- Euphorbia erythraeae (Berger) N.E.Br.
- Euphorbia neglecta N.E.Br.
- Euphorbia neutra A.Berger
- Euphorbia obovalifolia A.Rich.
- Euphorbia officinarum var. kolquall Willd.
- Euphorbia richardiana Baill.[4]